# 9 Barris Acull
9 Barris Acull va ser una xarxa d'associacions de Nou Barris integrada per més de seixanta entitats, entre les que figuraven associacions de veïns, associacions de mares i pares, parròquies, associacions culturals i esportives, entitats de lleure i de solidaritat, escoles d'adults, etc., i en la qual estava representat també el districte municipal. La finalitat de la Xarxa era treballar de manera coordinada per fomentar la convivència i facilitar la incorporació als barris dels nous veïns immigrats.
L'any 2001, el suport al moviment reivindicatiu a favor de la regularització dels immigrants sense papers que va desembocar en els tancaments a les esglésies de Barcelona, va constituir la primera prova de funcionament per a la Xarxa. Des del principi es va participar activament en el suport material, econòmic i reivindicatiu a aquest moviment social. L'experiència va posar de manifest la necessitat de garantir un servei d'acompanyament jurídic gratuït.
Les persones ateses per l'entitat van anar augmentant de manera molt significativa. L'any 2007 van arribar a les 11.382 persones, xifra molt important en un districte on el 17% de la població era immigrant.
Entre els actes lúdics que organitzava 9 Barris Acull, cal destacar les Jornades de la Xarxa 9 Barris Acull, que se celebraven cada dos anys, i també el Festival Mundial de Sopes, un acte de lluita contra la xenofòbia. Entre els serveis que oferia, destacava l'assessoria jurídica de suport a l'immigrant.
El 2024, degut un deute de 22.000 euros amb l'Ajuntament de Barcelona, es va veure forçada a tancar després de 23 anys d'activitat.